# 小野匠
小野 匠（おの しょう、1993年6月5日 - ）は、日本の俳優。北海道旭川市出身。

## 略歴
- 地元の高校を卒業後、進学のために札幌へ。在学中にスカウトされモデルとして活躍[2]。
- 2016年3月、活動拠点を東京へと移すため上京[2]。
- 2017年4月、日本テレビ『ZIP!』内の名物コーナー「TOKYOキャラバン そらMAP」の新レギュラーに選ばれる[2]。

## 人物
- 小学生の頃から14年間バスケットボールをやっていた[2]。
- 理学療法士[1]、実用英語技能検定2級[要出典]などの資格を取得している。

## 出演

### テレビドラマ
- ミュージアム -序章-（2016年10月1日、WOWOW）
- 行列の女神〜らーめん才遊記〜 第2話（2020年4月27日、テレビ東京）[1]
- 大河ドラマ 青天を衝け 第29回・第30回・第32回（2021年10月3日・10日・24日、NHK） - 橋本重賢 役[3]
- 日曜劇場 マイファミリー（2022年4月10日 - 6月12日、TBSテレビ系） - 岡本刑事 役[4]
- 特集ドラマ 生理のおじさんとその娘（2023年3月24日、NHK総合） - 月坂王助 役[1]
- 相棒 SEASON22 第11話（2024年1月10日、テレビ朝日系） - 辺見岳 役[5]
- 月9 366日 第5話（2024年5月6日、フジテレビ系） - 渋谷啓 役[6]

### テレビ番組
- ZIP!「TOKYOキャラバン そらMAP」（2017年4月3日 - 2018年3月30日、日本テレビ）[2]

### 映画
- 威風堂々〜奨学金って言い方やめてもらっていいですか?〜（2024年8月30日） - 唯野ユウ 役[7]
- アイチェルカーレ（2025年3月8日） - 南場克哉 役[8]

### MV
- SHE IS SUMMER「とびきりのおしゃれして別れ話を」（2016年）
- 南波志帆「月曜9時のおままごと」（2016年）
- 傳田真央「Love for Sale」（2017年）
- kobore「ヨルノカタスミ」（2018年）
- 宮川愛李「Sissy Sky」（2019年）[9]

### CM
- 北海道銀行（2016年）
- スポーツクラブZIP（2016年）
- Google Play Music 音楽のある生活「キャンプ」編（2016年）
- オリックス「やる気MAX！シェアオフィス」篇（2020年）